# Louis Vezu
Louis Vezu est un homme politique français né le 27 novembre 1742 à Crans (Ain) et mort le 1er mai 1801 à Meximieux (Ain).

## Biographie
Notaire avant la Révolution, il est administrateur du département de l'Ain, et est élu député au Conseil des Cinq-Cents le 24 germinal an VI (13 avril 1798) et siège jusqu'au 26 décembre 1799.